# Rhymbomicrus hemisphaericus
Rhymbomicrus hemisphaericus es una especie de coleóptero de la familia Endomychidae.

## Distribución geográfica
Habita en México, Guatemala, Nicaragua.